# 威廉一世 (勃艮第)
威廉一世（法語：Guillaume Ier de Bourgogne，1020年—1087年11月12日），勃艮第伯爵，1057年至1087年在位。

## 家庭
威廉一世的妻子是艾蒂涅特 ，兩人共有4子3女：
1. 希比爾（1060年—1103年），與勃艮第的厄德一世結婚
2. 雷諾二世（1061年—1097年）[2]
3. 艾蒂安一世（1065年—1102年）[2]
4. 居伊（約1065年—1124年）
5. 雷蒙（約1070年—1107年）
6. 吉塞拉（英语：Gisela of Burgundy, Marchioness of Montferrat）（1075年—1135年），先後與薩伏依的翁貝托二世、蒙費拉托的蘭尼埃里一世結婚
7. 克萊門絲（英语：Clementia of Burgundy）（約1078年—約1133年），與佛蘭德的羅貝爾二世結婚